# Мойсівська сільська рада
Мо́йсівська сільська́ ра́да — адміністративно-територіальна одиниця та орган місцевого самоврядування у Драбівському районі Черкаської області. Адміністративний центр — село Мойсівка.

## Загальні відомості
- Населення ради: 639 осіб (станом на 2001 рік)

## Населені пункти
Сільській раді підпорядковані населені пункти:
- с. Мойсівка

## Склад ради
Рада складається з 16 депутатів та голови.
- Голова ради: Щербина Світлана Миколаївна
- Секретар ради: Боровик Лариса Миколаївна

### Керівний склад попередніх скликань
| Прізвище, ім'я, по батькові | Основні відомості                                                                                  | Дата обрання | Дата звільнення |
| --------------------------- | -------------------------------------------------------------------------------------------------- | ------------ | --------------- |
| Матюшенко Ніна Миколаївна   | Сільський голова, 1953 року народження, позапартійна                                               | 26.03.2006   | 31.10.2010      |
| Щербина Світлана Миколаївна | Сільський голова, 1968 року народження, освіта вища, член Всеукраїнського об'єднання «Батьківщина» | 31.10.2010   |                 |

Примітка: таблиця складена за даними сайту Верховної Ради України

### Депутати
За результатами місцевих виборів 2010 року депутатами ради стали:

#### За суб'єктами висування
| Суб'єкт висування                                       | Кількість обраних депутатів | %    |
| ------------------------------------------------------- | --------------------------- | ---- |
| Самовисування                                           | 13                          | 81,3 |
| Народна партія                                          | 1                           | 6,3  |
| Політична партія Всеукраїнське об'єднання «Батьківщина» | 1                           | 6,3  |
| Політична партія «Наша Україна»                         | 1                           | 6,3  |

#### За округами
| № округу                                                | Прізвище, ім'я, по батькові     | Дата визнання обраним | Освіта             | Партійна приналежність                | Відомості про обраного депутата                   |
| ------------------------------------------------------- | ------------------------------- | --------------------- | ------------------ | ------------------------------------- | ------------------------------------------------- |
| Народна Партія                                          |                                 |                       |                    |                                       |                                                   |
| 4                                                       | Степаненко Григорій Олексійович | 04.11.2010            | середня            | член Народної партії                  | тимчасово не працює                               |
| Політична партія Всеукраїнське об'єднання «Батьківщина» |                                 |                       |                    |                                       |                                                   |
| 12                                                      | Баранова Наталія Миколаївна     | 04.11.2010            | середня спеціальна | позапартійна                          | тимчасово не працює                               |
| Політична партія «Наша Україна»                         |                                 |                       |                    |                                       |                                                   |
| 8                                                       | Суддя Тетяна Петрівна           | 04.11.2010            | середня спеціальна | член Політичної партії «Наша Україна» | Смт. ШрамківкаРайонна лікарня, акушер             |
| Самовисування                                           |                                 |                       |                    |                                       |                                                   |
| 1                                                       | Погорілий Володимир Олексійович | 04.11.2010            | середня спеціальна | член Партії регіонів                  | РЕМсмт Драбів, контролер                          |
| 2                                                       | Лисенко Світлана Федорівна      | 04.11.2010            | середня спеціальна | позапартійна                          | оператор штучного осіменіння                      |
| 3                                                       | Богославець Людмила Віталіївна  | 04.11.2010            | середня спеціальна | член Партії регіонів                  | Мойсівський ФП, фельдшер                          |
| 5                                                       | Шибайко Ольга Йосипівна         | 04.11.2010            | середня спеціальна | позапартійна                          | пенсіонер                                         |
| 6                                                       | Суддя Наталія Миколаївна        | 04.11.2010            | вища               | член Партії регіонів                  | ДНЗ «Яблунька», вихователь                        |
| 7                                                       | Коновал Ганна Іванівна          | 04.11.2010            | середня            | член Партії регіонів                  | смт. Шрамківка Поштове відділення, листоноша      |
| 9                                                       | Пампуха Ольга Єлисєївна         | 04.11.2010            | середня            | член Партії регіонів                  | ТОВ «Зерносервіс», різноробоча                    |
| 10                                                      | Гнуча Алла Станіславівна        | 04.11.2010            | середня спеціальна | член Партії регіонів                  | магазин, продавець                                |
| 11                                                      | Ніколаєв Михайло Петрович       | 04.11.2010            | середня спеціальна | член Партії регіонів                  | тимчасово не працює                               |
| 13                                                      | Курочка Світлана Михайлівна     | 04.11.2010            | середня спеціальна | член Партії регіонів                  | ДНЗ «Яблунька», помічник вихователя               |
| 14                                                      | Боровик Лариса Миколаївна       | 04.11.2010            | вища               | член Партії регіонів                  | Мойсівська сільська рада, секретар сільської ради |
| 15                                                      | Приймак Микола Васильович       | 04.11.2010            | середня            | член Партії регіонів                  | тимчасово не працює                               |
| 16                                                      | Маркович Микола Миколайович     | 04.11.2010            | середня            | член Партії регіонів                  | пенсіонер                                         |